# Mr Gay World 2013
Mr Gay World 2013 là cuộc thi Mr Gay World lần thứ 5 được tổ chức trong 5 ngày cùng với sự kiện worldOutgames 2013 tại Antwerp, Bỉ, đêm chung kết diễn ra vào ngày 4 tháng 8 năm 2013 tại Elckerlijc Theatre, Antwerp, Bỉ. Có 25 quốc gia và vùng lãnh thổ tranh tài để giành danh hiệu này. Andreas Derleth đến từ New Zealand trao vương miện cho người kế nhiệm là Christopher Michael Olwage, cũng đến từ New Zealand.

## Kết quả
| Hạng              | Thí sinh |
| ----------------- | --- |
| Mr Gay World 2013 | - New Zealand — Christopher Michael Olwage                                                                                                  |
| Á vương 1         | - Hồng Kông — Benjie Vasquez Caraig |
| Á vương 2         | - Hoa Kỳ — Matthew "Matt" Simmons |
| Top 5             | - Aruba — Ashley Peternella - Namibia — Ricardo Raymond Amunjera                                                                            |
| Top 10            | - Ấn Độ — Nolan Lewis - Đài Loan — Darien Chen - México — Jaime David Montes Bernal - Philippines — Erimar Sayo Ortigas - Úc — Aaron Taylor |

### Giải thưởng đặc biệt
| Giải thưởng             | Thí sinh                                   |
| ----------------------- | ------------------------------------------ |
| Mister Gay Congeniality | - Canada — Danny Dionysios Papadatos       |
| Mister Gay Photogenic   | - México — Jaime David Montes Bernal       |
| Best National Costume   | - New Zealand — Christopher Michael Olwage |
| Popular Vote            | - Philippines — Erimar Sayo Ortigas        |
| Sports Challenge        | - Aruba — Ashley Peternella                |
| Mister Gay Swimwear     | - New Zealand — Christopher Michael Olwage |
| Art Challenge Award     | - New Zealand — Christopher Michael Olwage |

## Các thí sinh
25 thí sinh dự thi.
| Quốc gia/vùng lãnh thổ | Thí sinh                   | Tuổi | Chiều cao               | T.k.   |
| ---------------------- | -------------------------- | ---- | ----------------------- | ------ |
| Aruba                  | Ashley Peternella          | 21   | 1,88 m (6 ft 2 in)      |        |
| Áo                     | Joachim Trauner            | 30   | 1,81 m (5 ft 11+1⁄2 in) | [ 6 ]  |
| Ấn Độ                  | Nolan Lewis                | 29   | 1,78 m (5 ft 10 in)     | [ 7 ]  |
| Bắc Ireland            | Conor O'Kane               | 20   | 1,73 m (5 ft 8 in)      |        |
| Bỉ                     | Tom Goris                  | 34   | 1,83 m (6 ft 0 in)      | [ 8 ]  |
| Brasil                 | Marcio Evandro Maia        | 33   | 1,80 m (5 ft 11 in)     | [ 9 ]  |
| Canada                 | Danny Dionysios Papadatos  | 28   | 1,78 m (5 ft 10 in)     | [ 10 ] |
| Chile                  | Jean Daniel Muñoz          | 25   | 1,80 m (5 ft 11 in)     |        |
| Đan Mạch               | Michael Sinan              | 35   | 1,81 m (5 ft 11+1⁄2 in) | [ 11 ] |
| Đài Loan               | Darien Chen                | 30   | 1,84 m (6 ft 1⁄2 in)    | [ 12 ] |
| Hoa Kỳ                 | Matthew Simmons            | 25   | 1,68 m (5 ft 6 in)      | [ 13 ] |
| Hồng Kông              | Benjie Vasquez Caraig      | 31   | 1,76 m (5 ft 9+1⁄2 in)  | [ 14 ] |
| México                 | Jaime David Montes Bernal  | 25   | 1,76 m (5 ft 9+1⁄2 in)  | [ 15 ] |
| Myanmar                | Sai Pye Myo Kyaw           | 28   | 1,80 m (5 ft 11 in)     |        |
| Namibia                | Ricardo Raymond Amunjera   | 30   | 1,81 m (5 ft 11+1⁄2 in) | [ 16 ] |
| Nam Phi                | Steve Williams             | 38   | 1,80 m (5 ft 11 in)     | [ 17 ] |
| New Zealand            | Christopher Michael Olwage | 27   | 1,78 m (5 ft 10 in)     |        |
| Pháp                   | Armando Santos             | 26   | 1,76 m (5 ft 9+1⁄2 in)  | [ 18 ] |
| Phần Lan               | Janne Tiilikainen          | 27   | 1,75 m (5 ft 9 in)      | [ 19 ] |
| Philippines            | Erimar Sayo Ortigas        | 29   | 1,77 m (5 ft 9+1⁄2 in)  | [ 20 ] |
| Puerto Rico            | Juan Luis Ortiz            | 30   | 1,89 m (6 ft 2+1⁄2 in)  | [ 21 ] |
| Séc                    | Marek Zlý                  | 34   | 1,80 m (5 ft 11 in)     | [ 22 ] |
| Tây Ban Nha            | Miguel Ortiz               | 20   | 1,83 m (6 ft 0 in)      | [ 23 ] |
| Thụy Sĩ                | Luis Bonfiglio             | 25   | 1,75 m (5 ft 9 in)      | [ 24 ] |
| Úc                     | Aaron Taylor               | 26   | 1,83 m (6 ft 0 in)      | [ 25 ] |

### Dự thi cuộc thi sắc đẹp quốc tế khác
| Cuộc thi     | Năm  | Quốc gia/vùng lãnh thổ | Thí sinh                                    | Thứ hạng | T.k.   |
| ------------ | ---- | ---------------------- | ------------------------------------------- | -------- | ------ |
| Mister World | 2019 | Aruba                  | Ashley Karym Peternella · (đại diện Hà Lan) | Top 29   | [ 26 ] |